# A Western Child's Heroism
A Western Child's Heroism è un cortometraggio muto del 1912 diretto da Sidney Goldin (Sidney M. Goldin), qui al suo esordio come regista.

## Produzione
Il film fu prodotto dalla Champion Film Company, una compagnia indipendente che Dintenfass aveva fondato nel 1909, stabilendone gli studi a Fort Lee, nel New Jersey. La società - che poi sarà fusa nell'Universal Film Manufacturing Company - in 4 anni di attività (dal 1910 al 1913), produsse 222 film.

## Distribuzione
Distribuito dall'Universal Film Manufacturing Company, il film - un cortometraggio in una bobina - uscì nelle sale cinematografiche statunitensi il 17 giugno 1912.